# Rubilio Castillo
Román Rubilio Castillo Álvarez (La Ceiba, Atlántida, 26 de noviembre de 1991), conocido deportivamente como Rubilio Castillo, es un futbolista hondureño. Juega de delantero. Actualmente es agente libre. Es Internacional absoluto con la selección de Honduras.  

## Trayectoria
Rubilio Castillo tuvo su formación futbolística en los clubes «Interlatinos Fútbol Club» y «Club Deportivo El Sauce», una de las principales canteras del Club Deportivo y Social Vida en La Ceiba.

### C. D. S. Vida
Debutó en la Liga Nacional el 27 de septiembre de 2008, en un juego ante el Hispano que terminó con un empate 1-1. Castillo fue el autor del único gol por parte de su club. El 3 de noviembre de 2008, se confirmó que el atacante realizaría unas pruebas con el River Plate de la Primera División de Argentina; sin embargo la opción de quedarse con un lugar en ese club no dio resultado y por lo tanto regresó al Vida. Al mismo tiempo, permaneció vinculado con el escuadrón de la reserva y ganó el torneo de dicha categoría en 2010.

### Deportes Savio F. C.
El 22 de junio de 2012, es anunciada la salida a préstamo de Rubilio al Deportes Savio. Hizo su debut el 30 de julio, por la primera fecha del Torneo de Apertura en la que enfrentó al Olimpia en el Estadio Tiburcio Carías. Por su parte, el delantero apareció en el once inicial del entrenador Hernán García y completó la totalidad de los minutos en la derrota por 3-1. Su paso en el club se dio de manera efímera por solo seis meses, periodo en el que marcó cinco anotaciones en dieciocho presencias.

### C. D. S. Vida
El 3 de enero de 2013, regresó al Vida luego de su estancia de cedido por el Savio. Materializó el primer doblete de su carrera el 27 de febrero contra el Platense en el Estadio Ceibeño, llevado a cabo a los minutos 12' y 80' para el triunfo de su conjunto por 2-1.
En el Torneo de Apertura 2013, a sus veintidós años, Castillo elevó su promedio anotador y consiguió la cifra de doce goles en diecisiete presentaciones, para recibir la distinción de goleador de la competencia.

### F. C. Motagua
El 4 de diciembre de 2013, después de especulaciones de un posible fichaje por el Real Murcia de la Segunda División de España, se oficializó el traspaso de Rubilio Castillo al Motagua. En el primer semestre de 2014 no logró el rendimiento de la campaña anterior al concretar cinco tantos, pero a partir del Torneo de Apertura 2014 logró cuajar en el equipo y colaboró anotando once goles, uno de ellos en la final de vuelta del 20 de diciembre frente a la Real Sociedad, el cual significó la victoria por 2-1 y de esta manera hacerse con el título «13» de la institución. Se proclamó campeón de goleo individual con sus veintiocho anotaciones en la temporada.
El 31 de julio de 2015, el delantero habría tenido todo listo para convertirse en legionario y emigrar a Países Bajos para jugar en el ADO Den Haag de la Eredivisie. Sin embargo, el 7 de agosto fue descartado su fichaje por la directiva del club neerlandés, ya que esta no tenía el presupuesto suficiente para solventar el viaje del jugador al país europeo, y por lo tanto pidió más tiempo al equipo motagüense para reunir el dinero en un plazo que no le alcanzó.

### Correcaminos de la UAT
El 4 de septiembre de 2015, se oficializó su llegada a los Correcaminos de la UAT de la Liga de Ascenso de México a préstamo, equipo en el cual estaba el también hondureño Johnny Leverón. Disputó su primer encuentro el 18 de septiembre, en el Estadio Andrés Quintana Roo contra el Atlante. Román ingresó de cambio al minuto 56' por Luis Nieves y el marcador se consumió en pérdida con cifras de 2-0. El 30 de octubre de 2015 anotó sus primeros dos goles sobre el Zacatepec, dándole la victoria a su club por 2-1. Alcanzó un total de diecinueve apariciones y logró siete anotaciones.

### F. C. Motagua
El 1 de junio de 2016, volvió a su país por el fin del préstamo y estampó la firma con el Motagua. Enfrentó la primera fecha del Torneo de Apertura el 31 de julio en el Estadio Humberto Micheletti, frente al conjunto de Honduras Progreso, en la que apareció en el once inicial pero salió sustituido al minuto 80' por Erick Andino. Su club se llevó la victoria por 0-2 en esa oportunidad. El 14 de agosto se destapó con un triplete sobre el Marathón, para colaborar en el triunfo de 3-1 en condición de local. El 18 de diciembre, conquista el torneo de liga tras vencer al Platense en la final.
El 23 de abril de 2017, en el partido por la fecha diecisiete del Torneo de Clausura, el atacante sufrió una lesión en la rodilla izquierda al intentar un disparo y cuando cayó al césped, su extremidad se le trabó y terminó por doblarse. Después se dictaminó que tuvo una fractura de peroné y esto ocasionó que no pudiera disputar las fases finales del certamen. Aunque estuvo fuera de acción, su equipo alcanzó el título de liga sobre el Honduras Progreso.
Regresó el 2 de agosto de 2017, precisamente en la disputa por la Supercopa de Honduras en el Estadio Francisco Morazán, en el duelo frente al Marathón. Castillo entró de cambio por Marco Tulio Vega y el marcador terminó en victoria por 2-1, quedando campeón.
El 18 de julio de 2018, Rubilio viajó a Grecia para cerrar su contratación en el PAS Giannina de la máxima categoría de dicho país. Inicialmente pasó por pruebas analíticas que determinaron un buen estado cardiovascular, sin embargo en su prueba física trascendió una anomalía en el cartílago de la rodilla, producto de la lesión sufrida en abril de 2017. El cuerpo médico optó por declinar la oferta por el jugador el 25 de julio, por lo que volvió al Motagua por al menos una temporada adicional.
El 12 de agosto de 2018, con su gol conseguido sobre el Real España por la tercera fecha del Torneo de Apertura, pudo alcanzar la cifra de cien anotaciones en la Primera División. El 1 de noviembre recibió la distinción de la bota de oro de la Liga Concacaf, esto por ser el máximo goleador del certamen con cinco concreciones. El 16 de diciembre, se hace con el título nacional tras vencer al Olimpia con marcador agregado de 2-1, teniendo al delantero como protagonista con un gol en el duelo de ida.
El 4 de enero de 2019, el equipo formaliza el traspaso del futbolista al Nantong Zhiyun de la segunda categoría de China. La negociación con el club no fructificó debido a problemas contractuales y el 11 de enero se confirmó su regreso al conjunto azul.

### Deportivo Saprissa
El 25 de enero de 2019, el Deportivo Saprissa de la Primera División costarricense se hace con los servicios del delantero, por un periodo de dos años. Fue presentado formalmente en conferencia de prensa el 29 de enero, con la dorsal número «9». Afronta su primer partido del Torneo de Clausura el 6 de febrero, en el duelo frente al Santos de Guápiles en el Estadio Ricardo Saprissa, donde ingresó de cambio por Randy Chirino al minuto 59' y su equipo salió con la victoria ajustada de 1-0. Marcó su primer gol vistiendo la camiseta morada el 14 de febrero, de cabeza al minuto 67' para decretar el triunfo a domicilio por 0-2 ante la Universidad de Costa Rica. En tan solo dos días después, entró de cambio y volvió a anotar de testarazo en el juego frente a Grecia el cual acabó en ganancia por 4-2. El 23 de febrero, anota para su conjunto en la visita contra Limón, pero le fue insuficiente ya que los tibaseños perdieron por 2-1. El 17 de marzo acaba con su sequía sin gol tras concretar el de la victoria 2-1 ante Herediano, luego de recibir un pase de «taquito» de Randall Leal al minuto 81'. El 31 de marzo puso de cabeza un nuevo tanto sobre el Santos de Guápiles. En la última jornada de la clasificación, el atacante convirtió el tanto que culminó la goleada 0-5 contra Grecia. El 15 de mayo obtiene el subcampeonato del torneo tras los dos empates en la final frente a San Carlos, serie en la que Rubilio fue protagonista en el gol de su equipo para el duelo de ida.

### C. D. Tondela
El 17 de julio de 2019, se confirma la venta del futbolista al Tondela de la Primeira Liga portuguesa.

### F. C. Motagua
El 30 de enero de 2020, Motagua anuncia su préstamo por un año, después del intento frustrado por fichar a Franco Güity.

### Royal Pari F. C.
El 13 de enero de 2021, ficha en condición de préstamo por el Royal Pari de la Primera División de Bolivia, también cedido por el Tondela.

## Selección nacional

### Categorías inferiores
Castillo ha formado parte del proceso Sub-20 con la selección hondureña. El 25 de marzo de 2011, es convocado por el entrenador Javier Padilla para representar a su país en el Campeonato Sub-20 de la Concacaf, celebrado en Guatemala. Hizo su debut el 31 de marzo en el Estadio Mateo Flores contra Jamaica. Rubilio entró de cambio al comienzo del segundo tiempo por Jorge Jesús Cardona con la dorsal «11», y el marcador terminó en victoria por 2-1. Su segunda participación se dio el 2 de abril, de nuevo como variante en el triunfo de 1-3 sobre el anfitrión Guatemala. Su combinado avanzó a la siguiente etapa con paso perfecto al sumar dos ganes en el grupo A. El 6 de abril apareció como titular en la jornada de cuartos de final frente a Panamá, en la que fue reemplazado al minuto 62' por Eddie Hernández. El combinado hondureño falló en su intento de clasificar a la Copa Mundial tras perder el duelo con cifras de 0-2.

#### Participaciones en juveniles
| Competencia                           | Sede      | Resultado        |
| ------------------------------------- | --------- | ---------------- |
| Campeonato Sub-20 de la Concacaf 2011 | Guatemala | Cuartos de final |

### Selección absoluta
El 26 de enero de 2015, el entrenador Jorge Luis Pinto, de la Selección de Honduras, dio la convocatoria de futbolistas para comenzar su mando al frente del cuadro bicolor en la que aparece Castillo por primera vez en su carrera. El atacante debutó como internacional absoluto el 4 de febrero, en el amistoso contra Venezuela en el Estadio Olímpico Metropolitano. Rubilio estuvo en la alineación titular con la dorsal «8», salió como sustitución por Ángel Tejeda y el marcador culminó en derrota a domicilio por 2-3.
El 19 de marzo de 2015, Pinto incluyó a Rubilio en su nómina para afrontar el duelo de repesca hacia la Copa de Oro de la Concacaf. Para el duelo de ida del 25 de marzo ante Guayana Francesa, el atacante no fue tomado en cuenta mientras que su combinado perdió con marcador de 3-1. En la vuelta de cuatro días después, Castillo vería acción tras ingresar de relevo al minuto 58' por Jerry Bengtson. Su selección remontó la serie y ganó en condición de local por 3-0, de esta manera clasificándose al certamen continental.
El delantero convirtió su primer gol el 6 de junio de 2015, en el amistoso frente a Paraguay en el Estadio Defensores del Chaco, dado al minuto 23' para la ventaja transitoria de 1-2. Los hondureños terminaron empatando a dos anotaciones.
El 17 de junio de 2015, el futbolista se hizo con un lugar en la lista definitiva de Pinto para la realización de la Copa de Oro de la Concacaf, que tendría lugar en Estados Unidos. En la competencia máxima de selecciones a nivel del área, Castillo fue suplente en los dos primeros partidos de la fase de grupos, en la derrota 2-1 contra Estados Unidos y el empate 1-1 ante Panamá. El 13 de julio su selección fue eliminada del torneo por la pérdida 1-0 frente a Haití, encuentro en el cual Rubilio participó 28 minutos luego de entrar de relevo por Erick Andino.
El 4 de septiembre de 2015 logra su segunda anotación para la escuadra hondureña, en el amistoso de visitante contra Venezuela en el Estadio Cachamay, al minuto 73' de cabeza, en la victoria por 0-3.
Estuvo en las primeras dos jornadas de la eliminatoria mundialista de Concacaf para la Copa Mundial en noviembre de 2015, viendo acción en ambos cotejos en las derrotas frente a Canadá (1-0) y México (0-2).
El 12 de enero de 2017, Rubilio fue considerado por Pinto en la lista final para disputar la Copa Centroamericana. Tras cinco compromisos contra los equipos de la región, Castillo participó en tres de ellos —en dos como titular en la totalidad de los minutos— y marcó un doblete sobre El Salvador. Los catrachos se coronaron campeones al quedar de líderes de grupo.
El 6 de junio de 2019, recibió la convocatoria de Fabián Coito para la selección que disputaría la Copa de Oro de la Concacaf. Jugó los tres partidos de la fase de grupos contra Jamaica, Curazao y El Salvador, donde consiguió marcarle gol a los jamaiquinos y salvadoreños.

#### Participaciones internacionales
| Competencia                     | Sede                              | Resultado      |
| ------------------------------- | --------------------------------- | -------------- |
| Copa de Oro de la Concacaf 2015 | Estados Unidos                    | Fase de grupos |
| Copa Centroamericana 2017       | Panamá                            | Campeón        |
| Copa de Oro de la Concacaf 2019 | Estados Unidos Costa Rica Jamaica | Fase de grupos |

## Estadísticas

### Clubes
Actualizado al último partido jugado el 11 de junio de 2025.
| Club | Div.                | Temporada           | Liga  | Liga  | Copas nacionales | Copas nacionales | Torneos internacionales(1) | Torneos internacionales(1) | Total | Total | Media goleadora(2) |
| Club | Div.                | Temporada           | Part. | Goles | Part.            | Goles            | Part.                      | Goles                      | Part. | Goles | Media goleadora(2) |
| --- | ------------------- | ------------------- | ----- | ----- | ---------------- | ---------------- | -------------------------- | -------------------------- | ----- | ----- | ------------------ |
| C. D. S. Vida Honduras | 1.ª                 | 2008-09             | 11    | 1     | —                | —                | —                          | —                          | 11    | 1     | 0.1                |
| C. D. S. Vida Honduras | 1.ª                 | 2009-10             | 3     | 0     | —                | —                | —                          | —                          | 3     | 0     | 0                  |
| C. D. S. Vida Honduras | 1.ª                 | 2010-11             | 10    | 2     | —                | —                | —                          | —                          | 10    | 2     | 0.2                |
| C. D. S. Vida Honduras | 1.ª                 | 2011-12             | 8     | 1     | —                | —                | —                          | —                          | 8     | 1     | 0.1                |
| C. D. S. Vida Honduras | Total club          | Total club          | 32    | 4     | —                | —                | —                          | —                          | 32    | 4     | 0.1                |
| Deportes Savio F. C. Honduras | 1.ª                 | 2012-13             | 18    | 5     | —                | —                | —                          | —                          | 18    | 5     | 0.3                |
| Deportes Savio F. C. Honduras | Total club          | Total club          | 18    | 5     | —                | —                | —                          | —                          | 18    | 5     | 0.3                |
| C. D. S. Vida Honduras | 1.ª                 | 2012-13             | 17    | 2     | —                | —                | —                          | —                          | 17    | 2     | 0.1                |
| C. D. S. Vida Honduras | 1.ª                 | 2013-14             | 17    | 12    | —                | —                | —                          | —                          | 17    | 12    | 0.70               |
| C. D. S. Vida Honduras | Total club          | Total club          | 34    | 14    | —                | —                | —                          | —                          | 34    | 14    | 0.41               |
| F. C. Motagua Honduras | 1.ª                 | 2013-14             | 19    | 5     | —                | —                | —                          | —                          | 19    | 5     | 0.26               |
| F. C. Motagua Honduras | 1.ª                 | 2014-15             | 44    | 28    | 3                | 2                | —                          | —                          | 47    | 30    | 0.64               |
| F. C. Motagua Honduras | 1.ª                 | 2015-16             | 3     | 1     | —                | —                | 0                          | 0                          | 3     | 1     | 0.33               |
| F. C. Motagua Honduras | Total club          | Total club          | 66    | 34    | 3                | 2                | 0                          | 0                          | 69    | 36    | 0.52               |
| Correcaminos de la UAT México | 2.ª                 | 2015-16             | 19    | 7     | 1                | 0                | —                          | —                          | 20    | 7     | 0.35               |
| Correcaminos de la UAT México | Total club          | Total club          | 19    | 7     | 1                | 0                | —                          | —                          | 20    | 7     | 0.35               |
| F. C. Motagua Honduras | 1.ª                 | 2016-17             | 32    | 19    | 1                | 0                | —                          | —                          | 33    | 19    | 0.58               |
| F. C. Motagua Honduras | 1.ª                 | 2017-18             | 40    | 23    | 1                | 0                | 2                          | 0                          | 43    | 23    | 0.53               |
| F. C. Motagua Honduras | 1.ª                 | 2018-19             | 16    | 8     | 0                | 0                | 6                          | 5                          | 22    | 13    | 0.59               |
| F. C. Motagua Honduras | Total club          | Total club          | 88    | 50    | 2                | 0                | 8                          | 5                          | 98    | 55    | 0.56               |
| Deportivo Saprissa Costa Rica |                     |                     |       |       |                  |                  |                            |                            |       |       |                    |
| 1.ª | 2018-19             | 18                  | 7     | —     | —                | 2                | 0                          | 20                         | 7     | 0.35  |                    |
| Total club | Total club          | 18                  | 7     | —     | —                | 2                | 0                          | 20                         | 7     | 0.35  |                    |
| C. D. Tondela Portugal |                     |                     |       |       |                  |                  |                            |                            |       |       |                    |
| 1.ª | 2019-20             | 1                   | 0     | 1     | 0                | —                | —                          | 2                          | 0     | 0     |                    |
| Total club | Total club          | 1                   | 0     | 1     | 0                | —                | —                          | 2                          | 0     | 0     |                    |
| F. C. Motagua Honduras |                     |                     |       |       |                  |                  |                            |                            |       |       |                    |
| 1.ª | 2019-20             | 7                   | 5     | —     | —                | 2                | 0                          | 9                          | 5     | 0.55  |                    |
| 1.ª | 2020-21             | 14                  | 10    | —     | —                | 3                | 0                          | 17                         | 10    | 0.59  |                    |
| Total club | Total club          | 21                  | 15    | —     | —                | 5                | 0                          | 26                         | 15    | 0.58  |                    |
| Royal Pari F. C. Bolivia |                     |                     |       |       |                  |                  |                            |                            |       |       |                    |
| 1.ª | 2021                | 25                  | 10    | —     | —                | 2                | 1                          | 27                         | 11    | 0.35  |                    |
| Total club | Total club          | 25                  | 10    | —     | —                | 2                | 1                          | 27                         | 11    | 0.35  |                    |
| Comunicaciones F. C. Guatemala |                     |                     |       |       |                  |                  |                            |                            |       |       |                    |
| 1.ª | 2021-22             | 15                  | 3     | —     | —                | —                | —                          | 15                         | 3     | 0.21  |                    |
| Total club | Total club          | 15                  | 3     | —     | —                | —                | —                          | 15                         | 3     | 0.21  |                    |
| Deportivo Pasto Colombia |                     |                     |       |       |                  |                  |                            |                            |       |       |                    |
| 1.ª | 2022                | 0                   | 0     | —     | —                | 0                | 0                          | 0                          | 0     | 0     |                    |
| Total club | Total club          | 0                   | 0     | —     | —                | 0                | 0                          | 0                          | 0     | 0     |                    |
| Nantong Zhiyun China |                     |                     |       |       |                  |                  |                            |                            |       |       |                    |
| 1.ª | 2023                | 25                  | 8     | 2     | 1                | 0                | 0                          | 27                         | 9     | 0.33  |                    |
| Total club | Total club          | 25                  | 8     | 2     | 1                | 0                | 0                          | 27                         | 9     | 0.33  |                    |
| F. C. Motagua Honduras | 1.ª                 | 2023-24             | 13    | 6     | —                | —                | —                          | —                          | 13    | 6     | 0.5                |
| F. C. Motagua Honduras | 1.ª                 | 2024-25             | 14    | 8     | —                | —                | 7                          | 2                          | 20    | 11    | 0.47               |
| F. C. Motagua Honduras | Total club          | Total club          | 27    | 14    | —                | —                | 7                          | 3                          | 34    | 17    | 0.5                |
| Deportivo Pereira Colombia |                     |                     |       |       |                  |                  |                            |                            |       |       |                    |
| 1.ª | 2025                | 10                  | 1     | 3     | 2                | 0                | 0                          | 13                         | 3     | 0.23  |                    |
| Total club | Total club          | 10                  | 1     | 3     | 2                | 0                | 0                          | 13                         | 3     | 0.23  |                    |
| Total en su carrera | Total en su carrera | Total en su carrera | 399   | 172   | 12               | 5                | 24                         | 9                          | 435   | 186   | 0.43               |
| (1) Incluye datos de la Copa de Honduras (2015-18) / Copa México (2015) / Supercopa de Honduras (2017). (2) Incluye datos de la Liga de Campeones de la Concacaf (2015-22) / Liga Concacaf (2018-20) / Copa Libertadores de América (2021). (3) No incluye goles en partidos amistosos. |                     |                     |       |       |                  |                  |                            |                            |       |       |                    |

### Goles internacionales
| N.º | Fecha                   | Sede                                                   | Oponente    | Gol | Resultado | Competencia                     |
| --- | ----------------------- | ------------------------------------------------------ | ----------- | --- | --------- | ------------------------------- |
| 1.  | 6 de junio de 2015      | Estadio Defensores del Chaco, Asunción, Paraguay       | Paraguay    | 1-2 | 2-2       | Amistoso internacional          |
| 2.  | 4 de septiembre de 2015 | Estadio Cachamay, Bolívar, Venezuela                   | Venezuela   | 0-2 | 0-3       | Amistoso internacional          |
| 3.  | 15 de enero de 2017     | Estadio Rommel Fernández, Panamá, Panamá               | El Salvador | 1-1 | 1-2       | Copa Centroamericana 2017       |
| 4.  | 15 de enero de 2017     | Estadio Rommel Fernández, Panamá, Panamá               | El Salvador | 1-2 | 1-2       | Copa Centroamericana 2017       |
| 5.  | 17 de junio de 2019     | Estadio Nacional, Kingston, Jamaica                    | Jamaica     | 3-2 | 3-2       | Copa de Oro de la Concacaf 2019 |
| 6.  | 25 de junio de 2019     | Banc of California Stadium, California, Estados Unidos | El Salvador | 2-0 | 4-0       | Copa de Oro de la Concacaf 2019 |

## Palmarés

### Campeonatos nacionales
| Título                | Club                 | País      | Año  |
| --------------------- | -------------------- | --------- | ---- |
| Torneo de Apertura    | F. C. Motagua        | Honduras  | 2014 |
| Torneo de Apertura    | F. C. Motagua        | Honduras  | 2016 |
| Torneo de Clausura    | F. C. Motagua        | Honduras  | 2017 |
| Supercopa de Honduras | F. C. Motagua        | Honduras  | 2017 |
| Torneo de Apertura    | F. C. Motagua        | Honduras  | 2018 |
| Torneo de Clausura    | Comunicaciones F. C. | Guatemala | 2022 |

### Campeonatos internacionales
| Título               | Equipo                | Lugar  | Año  |
| -------------------- | --------------------- | ------ | ---- |
| Copa Centroamericana | Selección de Honduras | Panamá | 2017 |

### Galardones individuales
| Distinción                                      | Año  |
| ----------------------------------------------- | ---- |
| Goleador del Torneo de Apertura 2013 (12 goles) | 2013 |
| Goleador del Torneo de Apertura 2017 (13 goles) | 2017 |
| Bota de oro de la Liga Concacaf 2018            | 2018 |